# بوب بورتر
بوب بورتر (بالإنجليزية: Bob Porter)‏ هو لاعب كرة قاعدة أمريكي، ولد في 22 يوليو 1959 في يوما في الولايات المتحدة.

## وصلات خارجية
- بوب بورتر على موقعبيزبول رفرنس.كوم (الدوري الرئيسي) (الإنجليزية)